# Филипович, Филип (политик)
Филип Филипович (серб. Филип Филиповић; 9 июня 1878, Чачак, Королевство Сербия — 8 апреля 1938, Расстрельный полигон «Коммунарка», Московская область, РСФСР, СССР) — югославский коммунист, один из руководителей Коммунистической партии Югославии и Балканской коммунистической федерации, автор ряда марксистских работ по философии и истории.
Член ЦК КПЮ, Политический секретарь ЦК КПЮ (1919—1921), член ИККИ (1924—1928), мэр Белграда.

## Биография
Родился в городе Чачак. После окончания гимназии поступил в Высшее техническое училище Белграда. С 1897 года участвовал в революционном движении, состоял в социалистической организации и всеобщем рабочем союзе в Белграде.
С 1899 года проживал в Российской империи, где в 1904 году окончил физико-математический факультет Петербургского университета, а после занимался преподавательской работой. Являлся участником петербургских социал-демократических кружков.
В 1912 году вернулся в Сербию, и стал одним из руководителей Соц-демократической партии Югославии. Летом 1916 года был арестован австрийскими оккупационными властями, и был сослан в лагерь для военнопленных в городе Ашах. Спустя год был переведён в Вену, где находился под надзором полиции. Участвовал в заграничной работе РСДРП(б).
В конце 1918 года вернулся в Югославию. На I и II съездах компартии избирался политическим секретарём ЦК. В августе 1920 избран мэром Белграда. Многочисленно арестовывался за революционную деятельность.
В 1924 году переехал в СССР, где работал в Международном аграрном институте, и Коммунистическом университете национальных меньшинств Запада. На пятом конгрессе Коминтерна был избран членом ИККИ. Являлся одним из руководителем Балканской коммунистической федерации, автором многочисленных марксистских работ по истории и философии.
7 февраля 1938 года был арестован. 8 апреля 1938 приговорён ВКВС СССР к смертной казни, по обвинению в участии контрреволюционной террористической организации. Расстрелян и похоронен на «Коммунарке». 3 октября 1957 года был реабилитирован посмертно.